# Sinfonía n.º 1 (Mendelssohn)

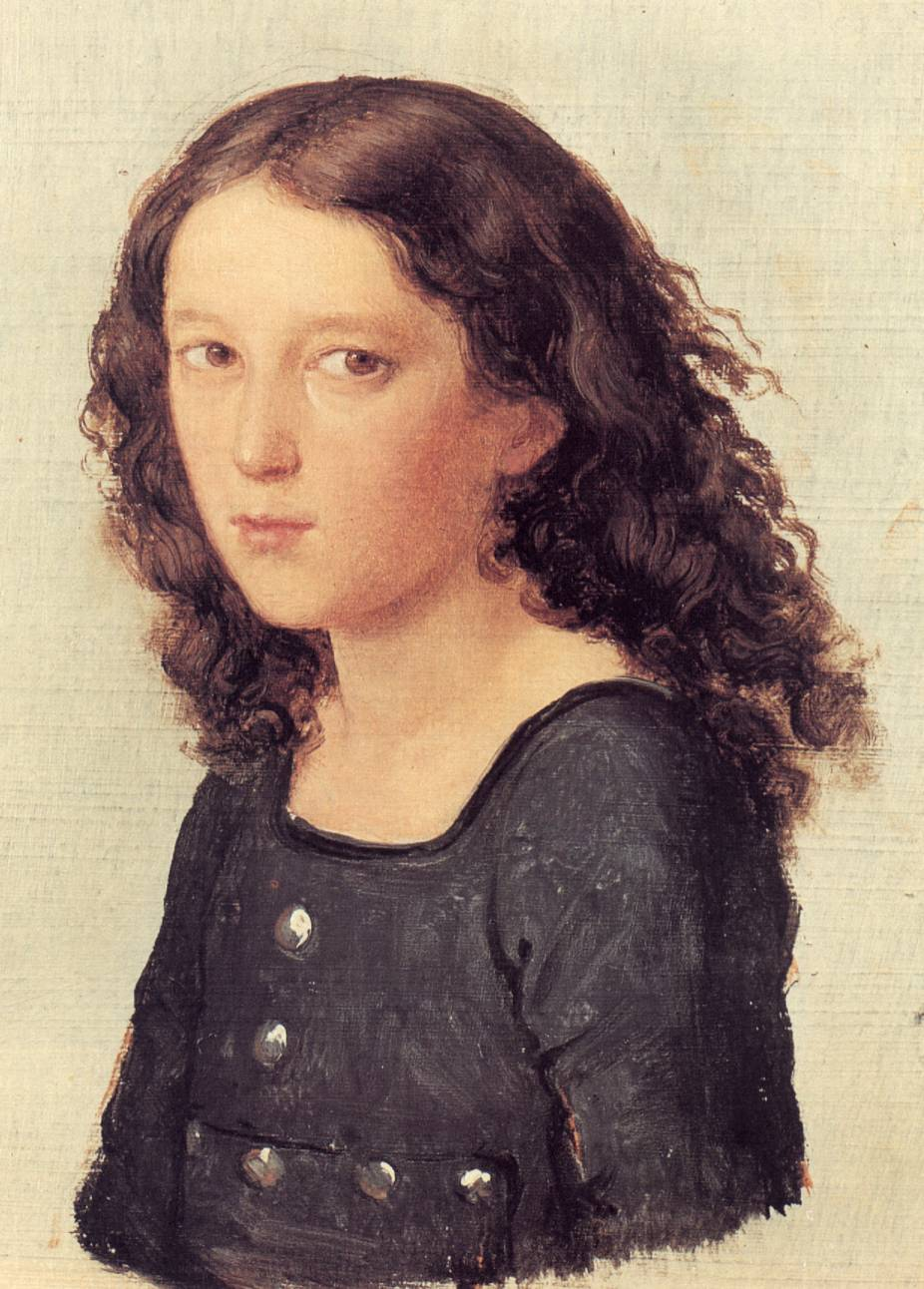
Mendelssohn en 1821.

La Sinfonía n.º 1 en do menor, Op. 11 (MWV N 13) fue compuesta por Felix Mendelssohn en 1824. La partitura está dedicada a la Royal Philharmonic Society.

## Historia

### Composición
La trayectoria de Mendelssohn en el género sinfónico comenzó en su adolescencia con la Sinfonía n.º 1 Op. 11 finalizada en 1824 con 15 años. A partir de esta obra la cronología de composición no se corresponde con la numeración de las sinfonías. En 1830 completó su Sinfonía de la Reforma y en 1833 su Sinfonía italiana, hoy conocidas como su quinta y cuarta sinfonías respectivamente. Después de esto esperó siete años antes de volver al género para componer en 1840 la Sinfonía Lobgesang, hoy conocida como la segunda. La última en ser escrita fue la Sinfonía escocesa que, aunque fue ideada en 1829, fue abandonada y no se terminó hasta 1842.
La composición de esta obra finalizó el 31 de marzo de 1824, cuando el compositor tenía solo 15 años. El manuscrito de esta obra lleva la inscripción "XIII", señal de que inicialmente la consideraba la siguiente en la secuencia de las doce "sinfonías para cuerda" que había compuesto en los tres años anteriores. Las 13 primeras sinfonías de Mendelssohn están escritas sólo para orquesta de cuerda, incluida la que ahora se conoce como n.º 13, que consta de un solo movimiento en do menor de 1823. Si bien, la citada denominación "XIII" del manuscrito sugiere que el compositor no consideraba la pieza anterior, de un solo movimiento, como una sinfonía para cuerda completa.
En la Sinfonía Op. 11 no es sólo la presencia de instrumentos de viento lo que la situó en una categoría diferente de esas obras de la infancia y lo que dio lugar a la eventual iniciación de una nueva secuencia de numeración. Se trata de una sinfonía de un nivel superior de seguridad; aunque a veces derivada audiblemente de Mozart y Weber, con algunos toques de Beethoven. Su brío y construcción muestran una capacidad asombrosa para un compositor de tan tierna edad.

### Estreno y primeras interpretaciones
La primera interpretación de la obra tuvo lugar en un concierto privado el 14 de noviembre de 1824, en honor a su hermana Fanny Mendelssohn, que cumplía diecinueve años. El estreno público se celebró el 1 de febrero de 1827 con la Orquesta de la Gewandhaus de Leipzig bajo la dirección de su maestro de la capilla, Johann Philipp Christian Schulz.
El estreno en Londres se produjo el 25 de mayo de 1829 con la Royal Philharmonic Society bajo la batuta del propio compositor, que tenía entonces 20 años. Para esta interpretación sustituyó el Menuetto por una versión acortada y orquestada del Scherzo de su Octeto, Op. 20. Este concierto tuvo lugar durante la primera visita de Mendelssohn a Londres. La recepción fue entusiasta, y más tarde Mendelssohn -iniciando lo que sería una duradera y cálida relación con el público británico- presentó su copia autógrafa de la partitura a la Sociedad, que continuó interpretándola en esta forma modificada durante el resto del siglo.

### Publicación
La primera edición de esta obra fue llevada a cabo por A. M. Schlesinger en Berlín, que bajo la denominación "Op. 11" publicó las partes en 1828 y la partitura completa en 1834. La primera publicación fue un arreglo para dúo de violín, violonchelo y piano. La obra fue revisada tras los cambios introducidos en el estreno londinense de 1829. En la edición de 1834 Mendelssohn restauró el tercer movimiento original, Menuetto, tras el cambio que había hecho para el estreno londinense.
La dedicatoria que figura en la paritura es para la Royal Philharmonic Society, agrupación encargada del estreno londinense.

## Instrumentación
La partitura está escrita para una orquesta formada por:
- Viento madera: 2 flautas, 2 oboes, 2 clarinetes en si bemol, 2 fagotes.
- Viento metal: 2 trompas mi bemol y/o do, 2 trompetas en do.
- Percusión: timbales en do y sol.
- Cuerda: una sección de cuerdas con violines I y II, violas, violonchelos y contrabajos.

## Estructura y análisis
La sinfonía consta de cuatro movimientos:
- I. Allegro di molto, en do menor 4
4
- II. Andante, en mi bemol mayor 3
4
- III. Menuetto. Allegro molto, en do menor 6
4
- IV. Allegro con fuoco, en do menor 4
4

La interpretación de esta obra dura aproximadamente 30 minutos. Sigue la estructura establecida por Haydn en sus sinfonías. Al igual que sus sinfonías de cuerda anteriores, está claramente modelada sobre obras de Wolfgang Amadeus Mozart, con pasajes que delatan el intenso estudio de las obras maestras contrapuntísticas de Johann Sebastian Bach. Aunque la pieza revela el dominio de los materiales musicales por parte del joven compositor, no habla con una voz individual e inspirada.

### I.Allegro di molto
El primer movimiento, Allegro di molto, está escrito en la tonalidad de do menor, en compás de 4/4 y sigue la forma sonata. Irrumpe con energía. El do menor no indica tragedia como en Mozart u oscura turbulencia como en Beethoven, sino vigorizante urgencia y empuje. Se trata de un movimiento mozartiano en su construcción y sus contrastes. La gracia de las escalas descendentes y los arpegios del tema principal dan paso al lírico segundo tema. Tras una breve sección de desarrollo, la recapitulación, al igual que la exposición, se dirige hacia el modo mayor en su final. Una extensa coda devuelve el movimiento a la tónica. Aunque el material melódico no es muy distinguido en sí mismo, los temas principales están delineados con maestría, y la secuencia de su enunciado y retorno se maneja con destreza.

### II.Andante
El segundo movimiento, Andante, está en mi bemol mayor, en compás de 3/4 y también responde aunque de manera flexible a la forma sonata. Es el movimiento más maduro de la sinfonía, ya que es más aventurado armónicamente que el resto y su instrumentación es bellamente transparente. Formalmente, es una combinación de la forma sonata y la técnica de la variación, y su impulso rítmico deriva de un acompañamiento de cuerda sincopado. Las confortables armonías en modo mayor del tema principal aportan una cálida sensación idílica, que adquiere cierta inquietud por la forma en que varía en cada retorno, así como por los recurrentes murmullos sincopados de las cuerdas.

### III.Menuetto. Allegro molto
El tercer movimiento, Menuetto. Allegro molto, está de nuevo en do menor y el compás es 6/4. Estructuralmente es un poco diferente de la forma estándar de minueto con trío, ya que hay un enlace adicional al minueto principal después de la sección en forma de trío binario. El trío central contrastante en el que las maderas se balanceaban suavemente sobre las cuerdas. Este movimiento cuenta con el sonido más característico de la sinfonía. El trío se abre en la bemol mayor y más adelante vuelve a do menor. El tema principal tiene una forma similar a la del movimiento inicial y se centra en la yuxtaposición de sol natural y la bemol. La sección del trío ofrece un contraste con un tema lento y pesado en los clarinetes y fagotes, acompañado al principio por arpegios ascendentes y más tarde por arpegios descendentes en las cuerdas. Su brusca energía contradice la danza cortesana que sugiere el título.
Originalmente escribió el Menuetto, pero en el estreno londinense lo sustituyó por su propia ampliación orquestal del Scherzo, brillantemente mercurial e individual, del Octeto para cuerdas que había compuesto en 1825, un año después de la sinfonía. No obstante, Mendelssohn restauró el minueto original en la publicación de la obra en 1831.

### IV.Allegro con fuoco
El cuarto y último movimiento, Allegro con fuoco, retoma la tonalidad inicial, el compás de 4/4 y la forma sonata. Empieza en la tónica pero termina en do mayor. El tema principal tiene un parecido sorprendente con el Finale de la Sinfonía n.º 40 en sol menor K. 550 de Mozart. El artificio contrapuntístico pasa a primer plano. Tras una animada exposición con un frenético tema principal en los violines y un largo segmento de pizzicato. El desarrollo prosigue hacia una fuga estricta. Los pasajes fugados y el sencillo stretto impregnan la bulliciosa coda, que cierra de manera triunfal la sinfonía. Destila originalidad en la forma en que la música se ralentiza para admitir acechantes pizzicati de cuerda sobre los que emerge una esbelta melodía de clarinete, así como en la destreza mostrada en dos fugas hábilmente asimiladas.

## Recepción de la obra
El estreno en Londres de 1829 fue reseñado positivamente en The Harmonicon:

«(...) though only about one or two-and-twenty years of age, he has already produced several works of magnitude, which, if at all to be compared with the present, ought, without such additional claim, to rank him among the first composers of the age (...) Fertility of invention and novelty of effect, are what first strike the hearers of M. Mendelssohn's symphony; but at the same time, the melodiousness of its subjects, the vigour with which these are supported, the gracefulness of the slow movement, the playfulness of some parts, and the energy of others, are all felt (...) The author conducted it in person, and it was received with acclamations (...)»
«(...) aunque sólo tiene veintiuno o veintidos años, ya ha producido varias obras de magnitud, que, si se comparan con la presente, deberían, sin ninguna pretensión adicional, situarle entre los primeros compositores de la época (...) La fecundidad de la invención y la novedad del efecto son lo que primero impresiona a los oyentes de la sinfonía del Sr. Mendelssohn; pero al mismo tiempo, el melodismo de sus temas, el vigor con el que se apoyan, la elegancia del movimiento lento, la alegría de algunas partes y la energía de otras, todo se percibe (...) El autor la dirigió en persona y fue recibida con aclamaciones (...)»
– The Harmonicon, julio de 1829.

Sin embargo, el propio Mendelssohn en una carta dirigida a Henriette Voigt en 1835 comentó sobre su sinfonía, unos diez años después de haberla compuesto, que la consideraba una obra infantil y que no encajaba con su producción musical adulta:

«Es thut mir eigentlich sogar leid, dass meine c moll-Sinfonie in seinem Concerte gemacht werden soll, da dies Stück über 10 Jahre alt (Op. 11) ist, und durchaus nicht in die Reihe meiner jetzigen Sachen passt. Können Sie die Ausführung noch verhindern, so thun Sie mir einen Gefallen, können Sie es nicht, so wird es Ihnen ein Leichtes sein, auf eine oder die andere Art unter Ihren Bekannten es zu sagen, dass diese Sinfonie op. 11 ist, d.h. dass sie von einem Jungen gemacht ist, der kaum 15 Jahr war, dass sie seit 6 Jahren beim Verleger lag, dass Sie vor 7 Jahren schon einmal in Leipzig in den Concerten aufgeführt worden ist etc. Es wäre mir lieb, wenn das im Publicum vor der Aufführung bekannt würde, und wenn Sie es veranlassen können, würden Sie mir einen Gefallen damit thun, weil mir das Stück wirklich kindisch vorkommt.»
«Lamento de veras que mi Sinfonía en do menor vaya a ser interpretada en su concierto, ya que esta pieza tiene más de 10 años (Op. 11) y no encaja en absoluto en la serie de mis obras actuales. Si aún así puede impedir la interpretación, me hará un favor; si no puede, le será fácil decir a sus conocidos de un modo u otro que esta sinfonía es op. 11, es decir, que fue escrita por un muchacho que apenas tenía 15 años, que llevaba 6 años en la editorial, que ya había sido interpretada una vez en Leipzig en los conciertos de hace 7 años, etc. Le agradecería que me dijera esto. Le agradecería que esto se diera a conocer al público antes de la representación, y si puede arreglarlo, me haría un favor, porque la pieza me parece realmente infantil.»
– Felix Mendelssohn, 10 de abril de 1835.

## Discografía selecta
- 1973 – Mendelssohn: 5 Symphonien. Orquesta Filarmónica de Berlín, Herbert von Karajan (DG).
- 1985 – Mendelssohn: 5 Symphonies, 7 Overtures. Orquesta Sinfónica de Londres, Claudio Abbado (DG).
- 1987 – Mendelssohn: Symphonies Nos. 1 & 5. Orquesta Sinfónica de la Radio de Stuttgart, Roger Norrington (Hänssler).